# Будько, Владимир Иванович
Влади́мир Ива́нович Будько́ (род. 4 февраля 1965) — советский белорусский легкоатлет, специалист по барьерному бегу и бегу на короткие дистанции. Выступал за сборную СССР по лёгкой атлетике в 1983—1991 годах, обладатель серебряных медалей Всемирной Универсиады в Дуйсбурге и международного турнира «Дружба-84», двукратный чемпион Спартакиады народов СССР, победитель и призёр первенств всесоюзного значения, участник чемпионата мира в Токио. Представлял город Витебск и физкультурно-спортивное общество «Динамо».

## Биография
Владимир Будько родился 4 февраля 1965 года. Занимался лёгкой атлетикой в Витебске, выступал за Белорусскую ССР и физкультурно-спортивное общество «Динамо».
Первого серьёзного успеха на международном уровне добился в сезоне 1983 года, когда вошёл в состав советской сборной и выступил на юниорском европейском первенстве в Швехате, где выиграл серебряную медаль в беге на 400 метров с барьерами и бронзовую медаль в эстафете 4 × 400 метров.
В 1984 году в 400-метровом барьерном беге стал бронзовым призёром на Мемориале братьев Знаменских в Сочи, был лучшим на стартах в Симферополе, Таллине, Риге. Рассматривался в качестве кандидата на участие в летних Олимпийских играх в Лос-Анджелесе, однако Советский Союз вместе с несколькими другими странами восточного блока бойкотировал эти соревнования по политическим причинам. Вместо этого Будько выступил на альтернативном турнире «Дружба-84» в Москве — завоевал здесь серебряную награду, уступив только соотечественнику Александру Васильеву. Также в этом сезоне превзошёл всех соперников на чемпионате СССР в Донецке.
В 1985 году среди прочего участвовал в матчевой встрече со сборной США в Токио.
В 1986 году стартовал на Мемориале братьев Знаменских в Ленинграде и на Играх доброй воли в Москве. На чемпионате СССР в Киеве занял шестое место в беге на 400 метров с барьерами и с белорусской командой получил серебро в эстафете 4 × 400 метров. На IX летней Спартакиаде народов СССР в Ташкенте в 400-метровом барьерном беге с личным рекордом 48,71 завоевал золото.
В 1987 году победил на соревнованиях в Клайпеде, взял бронзу на чемпионате СССР в Брянске.
В 1988 году отметился победой на турнире в Риге, был вторым в Сочи и третьим в Вильнюсе.
В 1989 году одержал победу на Мемориале Знаменских в Волгограде, на соревнованиях в Сочи, Риге, Берлине, Брянске, на чемпионате СССР в Горьком. Финишировал третьим на Кубке Европы в Гейтсхеде и вторым на Всемирной Универсиаде в Дуйсбурге.
В 1990 году стал бронзовым призёром на Мемориале Знаменских в Москве.
В 1991 году стал четвёртым на Кубке Европы во Франкфурте, победил на чемпионате страны в рамках X летней Спартакиады народов СССР в Киеве. На Универсиаде в Шеффилде занял четвёртое место в беге на 400 метров с барьерами и пятое место в эстафете 4 × 400 метров. Благодаря череде удачных выступлений удостоился права защищать честь страны на чемпионате мира в Токио, где дошёл до стадии полуфиналов.
После распада СССР больше не показывал сколько-нибудь значимых результатов в лёгкой атлетике.